# Lucilia diffusa
Lucilia diffusa är en tvåvingeart som beskrevs av Robineau-desvoidy 1863. Lucilia diffusa ingår i släktet Lucilia och familjen spyflugor.
Artens utbredningsområde är Frankrike. Inga underarter finns listade i Catalogue of Life.